# Tendla
Tendla là một đô thị thuộc tỉnh El Oued, Algérie. Dân số thời điểm năm 2002 là 8.033 người.